# 樂松
樂松（？—？），東漢文人。

## 生平
樂松出自寒微，出自光和元年漢靈帝所設置的「鴻都門學」，歷任侍中祭酒、侍中、奉車都尉等官職。
光和三年時，靈帝想要興建畢圭苑和靈昆苑，楊賜也上書勸阻，靈帝本來也打算停止興建，但是在樂松、任芝的慫恿下又決定繼續興建。
當太平道張角勢力逐漸茁壯時，樂松和侍御史劉陶、議郎袁貢等聯名上書，表示可以依照之前楊賜所提出的辦法去孤弱他們的徒眾，但漢靈帝沒有理會其建議。
此後樂松便沒有出現在史書的記載。

## 評價
蔡邕：「侍中祭酒樂松、賈護，多引無行趣埶之徒，並待制鴻都門下，憙陳方俗閭里小事，帝甚悅之，待以不次之位。」
楊賜：「又鴻都門下，招會群小，造作賦說，以蟲篆小技見寵於時，如驩兜、共工更相薦說，旬月之閒，並各拔擢，樂松處常伯，任芝居納言。」
陽球：「承有詔敕中尚方為鴻都文學樂松、江覽等三十二人圖象立贊，以勸學者。臣聞傳曰：『君舉必書。書而不法，後嗣何觀！』案松、覽等皆出於微蔑，斗筲小人，依憑世戚，附託權豪，俛眉承睫，徼進明時。或獻賦一篇，或鳥篆盈簡，而位升郎中，形圖丹青。亦有筆不點牘，辭不辯心，假手請字，妖偽百品，莫不被蒙殊恩，蟬蛻滓濁。」

### 腳註
1. ↑  參考《後漢書》〈蔡邕列傳〉：「初，帝好學，自造皇羲篇五十章，因引諸生能為文賦者。本頗以經學相招，後諸為尺牘及工書鳥篆者，皆加引召，遂至數十人。侍中祭酒樂松、賈護，多引無行趣埶之徒，並待制鴻都門下，憙陳方俗閭里小事，帝甚悅之，待以不次之位。」
2. ↑  參考《後漢書》〈楊賜傳〉：「又鴻都門下，招會群小，造作賦說，以蟲篆小技見寵於時，如驩兜、共工更相薦說，旬月之閒，並各拔擢，樂松處常伯，任芝居納言。」又《昭明文選》〈陳太丘碑文〉所註引應劭《漢官儀》：「侍中，周官號曰常伯，選於諸伯，言其道德可常尊也。」
3. ↑  《資治通鑑》〈漢紀〉：「帝欲止，以問侍中任芝、樂松。」
4. ↑  參考《後漢書》〈劉陶傳〉：「頃之，拜侍御史。靈帝宿聞其名，數引納之。時鉅鹿張角偽託大道，妖惑小民，陶與奉車都尉樂松、議郎袁貢連名上疏言之。」
5. ↑  參考《後漢書》〈楊賜傳〉：「昔文王之囿百里，人以為小；齊宣五里，人以為大。今與百姓共之，無害於政也。」